# 낸시 로먼
낸시 그레이스 로먼(영어: Nancy Grace Roman, 1925년 5월 16일 ~ 2018년 12월 26일)은 미국의 천문학자이며
나사에서 여성으로서 최초로 임원이었다. 허블 우주망원경의 제작 계획을 주도하여 '허블의 어머니'로 통한다. 테네시주 내슈빌 출신으로 스와스모어 대학교와 시카고 대학교를 나왔다.

## 개인사
낸시 로먼은 테네시주 내슈빌에서 태어났다. 어머니 조지아 스미스 로먼은 음악 교사였고, 아버지 어윈 로먼은 지질학자였다. 낸시가 태어난 지 얼마 지나지 않아 가족은 아버지의 직업 때문에 오클라호마로 이주하였다. 그 이후로도 로먼 가족은 휴스턴, 뉴저지, 미시간, 네바다와 같은 곳으로 이사를 다니며 살았다. 낸시 로먼은 1955년 이후로 워싱턴 D.C.에서 살았다. 낸시 로먼은 부모 덕분에 과학에 대한 흥미를 가지게 되었다. 로먼은 연구 활동 이외에도 대학 여성 아메리카 협회의 활동가로서 강의와 자문을 하였다.

## 학업
로먼은 네바다에서 살던 11살 무렵 같은 반 친구들과 함께 천문 동호회 활동을 하였고 그 이후 천문학에 관심을 가지게 되었다. 아이들은 일주일에 한 번 모여 책을 들고 나가 별자리를 찾았다. 로먼은 고등학교로 진학하면서 주위의 우려를 무릅쓰고 천문학을 배우기 시작하였다. 그녀는 발티모어의 웨스턴 고등학교를 졸업하였다.
로먼은 1946년 스와스모어 대학교에서 천문학 학사 학위를 받았다. 스와스모어 대학교를 다니는 동안에는 학교에서 운영하는 스프라울 천문대에서 일하였다. 로먼은 이후로도 천문학 연구를 계속하여 1949년 시카고 대학교에서 천문학 박사 학위를 받았다. 로먼은 시카고 대학의 박사 후 연구원으로 여커스 천문대에서 6년간 근무하였고, 근무 중 틈틈이 택사스의 맥도날드 천문대를 방문하여 W.W. 모건과 함께 연구를 진행하였다. 로먼은 연구원 뒤로도 강사와 부교수로서 근무하였다. 그녀는 당시 여성에 대한 차별 때문에 갑작스레 자리를 잃게되었다. 로먼은 1980년 모교인 스와스모어 대학교의 교무과 직원으로 채용되어 1988년까지 근무하였다.

## 경력

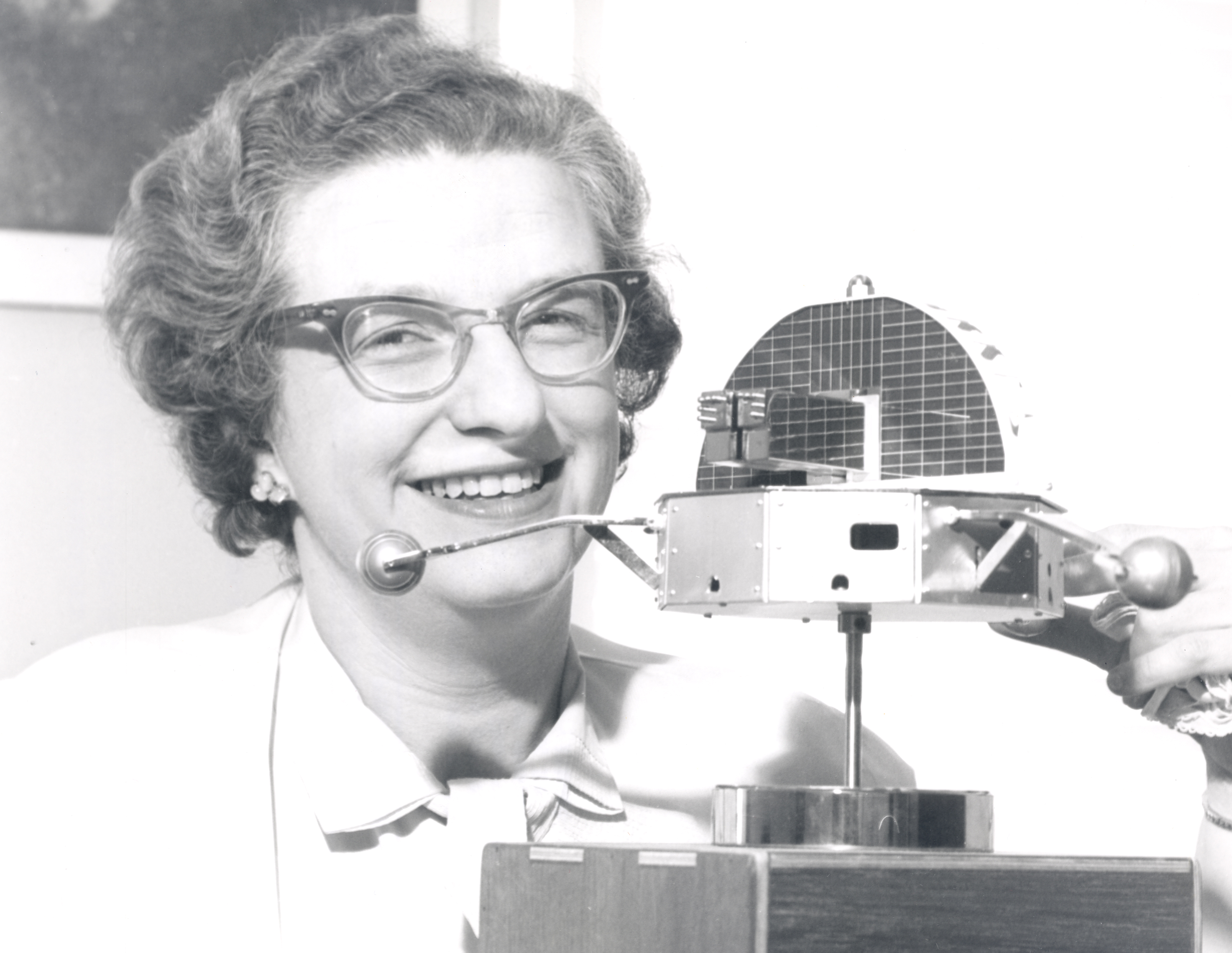
태양 공전 관찰 위성의 모형과 함께 찍은 낸시 로먼의 사진.

시카고 대학교의 여커스 천문대에서 근무할 때, 로먼은 적색거성 주위를 백색왜성이 돌고 있는 쌍성계인 AG 드라코니스를 발견하고 방출 스펙트럼을 측정하여 공전 주기를 확인하였다. 로먼은 이 발견으로 학계에 이름을 알리게 되었다.
로먼은 시카고 대학교를 떠난 뒤 미해군연구소에서 전파천문학 연구를 하였다. 당시 로먼이 한 연구는 비열 방사주파수 스펙트럼 신호원을 이용하여 측지를 하는 방법에 대한 것이었다. 로먼은 주파수 분광의 책임자로서 일하였다.

### 미항공우주국
해럴드 유리의 강연에 참석한 로먼은 그곳에서 우주과학자인 잭 클럭을 만났다. 클럭은 로먼에게 미항공우주국에서 우주 천문학 프로그램을 진행할 만한 사람을 소개시켜 줄 수 있나고 물었고, 그녀는 스스로 그 자리에 가고 싶다고 대답했다. 로먼은 미항공우주국에서 일하게 되었다. 로먼은 미항공우주국 우주과학 사무소에서 최초의 여성 천문학 책임자가 되었다. 낸시 로먼이 미항공우주국에서 맡은 역할 가운데 하나는 전국 순회 강연이었다. 그녀는 강연을 통해 우주망원경의 잇점을 주장하였다. 그녀는 1961년에서 1963년까지 미항공우주국의 천문학 부서와 태양물리학 팀의 수석을 지냈으며 그 뒤로도 상대성 이론의 연구와 같은 여러 직책을 맡았다.
미항공우주국에서 일하는 동안 로먼은 과학 분야의 다양한 프로그램을 개발하고 예산을 부여 받았다. 그녀는 3 기의 태양 공전 관찰 위성을 쏘아 올렸고 소형 천문 위성도 3 기를 배치하였다. 이 소형 천문 위성들은 태양에서 방출되는 자외선 및 엑스선 대역의 빛을 관찰하는 용도로 쓰였다. 로먼은 또한 딕슨 애쉬워스와 함께 자외선과 가시광선 영역의 관찰 기구를 탑재한 천문 위성을 발사하기도 하였다. 그녀는 측지를 위한 여러 대의 관측 위성 발사에도 관여하였다. 이 외에도 로먼은 천문 로켓 프로그램, 고에너지 천문 관측 위성, 상대성 원리에 의한 적외선 중력 실험 등을 계획하였고, 스페이스랩, 제미니 프로젝트, 아폴로 계획, 스카이랩 등의 사업에도 참여하였다. 로먼은 잭 홀츠와 함께 소형 천문 위성 사업을 진행하였고, 우주망원경 사업은 돈 버로우브릿지와 함께 일하였다.
로먼은 초창기부터 우주 망원경의 필요성을 역설하였고, 허블망원경의 계획과 제작에 깊이 관여하였다. 그녀는 이러한 기여로 "허블의 어머니"란 별칭이 붙었다. 미항공우주국의 현직 천문 수석 에드 웨일러는 로먼이 수석으로 있을 때부터 근무하였는데, 로먼을 일컬어 "허블 우주 망원경의 어머니"라고 부르면서 "허블망원경으로 연구 경력을 쌓은 젊은 세대 천문학자들은 간혹 자신의 경력이 누구 덕분인지 잊는다"고 하면서 "요즘 같은 인터넷과 구글은 고사하고 이메일도 없던 시절에 낸시는 허블 우주 망원경을 기획하고 천문가를 조직하고 실재로 사업이 진행되도록 기금을 조성하였다"고 말한 바 있다.
낸시 로먼은 21년간 미우주항공국에서 일한 뒤 1997년 퇴직하였다. 그러나 그 이후에도 고더드 우주 비행 센터의 자문으로서 활동하고 있다. Roman was also a consultant for ORI, Inc. from 1980 to 1988.

### 여성 과학자
로먼은 20세기 중반에 자신의 경력을 시작하면서 다른 모든 여성들과 같이 과학계의 차별을 겪어야 했다. 주변 사람들은 그녀가 천문학을 전공하려는 것에서부터 우려를 나타냈고 , 미항공우주국에서 일하는 여성은 매우 극소수였으며, 관리직에 오를 때에는 그녀만이 유일한 여성 관리자이기도 하였다. 그녀는 1980년 미시간과 펜실베니어에서 "여성 관리자"에 관한 강연을 갖은 뒤 인터뷰에서 사람들은 "여성의 문제"보다 "여성의 흥미"에 보다 관심을 갖는다며 불만을 나타내기도 하였다.

### 연구
낸시 로먼은 예커스와 맥도날드 천문대에서 일한 뒤인 1955년 《천문저널》의 부록에 높은 속도를 갖는 별들의 목록을 발표한 바 있다. 그것은 "가시광선 전자기파 스펙트럼을 방출하는 600개의 고속도 항성이 보이는 색상 스펙트럼의 연주시차" 목록이었다. 1959년에는 외계 행성 검출과 관련한 논문을 발표하였다. 로먼은 항성의 수소와 헬륨이 그 외에 포함되어 있는 다른 중원소보다 빠르게 움직인다는 것을 발견하였다. 또한 항성들의 수소 스펙트럼을 비교하여 우리 은하계의 중심에 있는 별들과 가장자리에 있는 별들의 나이가 같지 않다는 것을 발견하였다. 로먼은 1875년을 역기점으로 하는 별자리의 위치 확정과 그 원리를 설명하는 책을 출판하였고, 이를 큰곰자리에 적용한 논문을 발표하였다.

### 수상
- 1962년 연방 여성상[6]
- 1962년 《라이프》 올해의 청년 100인[10]
- 1969년 미항공우주국 우수 과학 문헌상
- 1980년 미국 천문협회 윌리엄 랜돌프 러브레이스 주니어 상[6]
- 러셀 세이지 컬리지, 후드 컬리지, 베이크 컬리지, 스와스모어 대학교 명예 박사
- 소행성 2516 로먼은 낸시 로먼의 이름을 따 명명되었다.
- 미우주항공국은 낸리 로먼의 이름 딴 천체물리학 기술 특별회원인 낸시 그레이스 로먼 테크니컬 펠로우쉽을 운영하고 있다.[9]
- 2017년 "미우주항공국의 여성"으로 선정되어 마거릿 해밀턴, 메이 제미슨, 샐리 라이드와 함께 넨시 로먼의 레고 조형물이 세워졌다.[15]